# Ned Tanen
Ned Stone Tanen (Los Angeles, 20 de setembro de 1931 — Santa Mônica, 5 de janeiro de 2009) foi um produtor executivo norte-americano.